# Newtonsches Reibungsgesetz
Das Newtonsche Reibungsgesetz (nach Isaac Newton) gibt die Reibungskraft Fr für eine Platte an, die mit gleichförmiger Geschwindigkeit über ein Fluid gezogen wird: 
{\displaystyle F_{\mathrm {r} }=A\cdot \eta \cdot {\frac {\mathrm {d} v}{\mathrm {d} y}}}
Dabei gilt:
A ist die Fläche mit der der Körper auf dem Fluid aufliegt.
{\displaystyle \eta } ist die dynamische Viskosität des Fluids.
{\displaystyle {\frac {\mathrm {d} v}{\mathrm {d} y}}} sind die vertikalen Geschwindigkeitsgefälle in dem Fluid.
Kann die Reibung des Fluids auf diese Art beschrieben werden, handelt es sich um ein Newtonsches Fluid. 

## Erklärung
Die untere Platte ist in Ruhe ({\displaystyle v=0}), während die obere Platte mit einer konstanten Geschwindigkeit {\displaystyle v=v_{0}} bewegt wird. Somit hat die obere Flüssigkeitsschicht die Geschwindigkeit {\displaystyle v_{0}} und die untere keine Geschwindigkeit. Das daraus resultierende Geschwindigkeitsgefälle muss nicht linear sein (wie im Bild dargestellt), deswegen wird ein differentielles Geschwindigkeitsgefälle definiert {\displaystyle {\frac {\mathrm {d} v}{\mathrm {d} y}}}. Dabei wird angenommen, dass sich die einzelnen Flüssigkeitsschichten nicht vermischen und so eine laminare Strömung vorliegt.